# Cryptus evidens
Cryptus evidens är en stekelart som beskrevs av Kokujev 1909. Cryptus evidens ingår i släktet Cryptus och familjen brokparasitsteklar. Inga underarter finns listade i Catalogue of Life.